# Klaus Ponto
Klaus Ponto (* 26. Mai 1927 in Dresden; † 1985) war ein deutscher Schauspieler und Hörspielsprecher.

## Leben
Klaus Ponto war der Sohn des bekannten Theater- und Filmschauspielers Erich Ponto und schlug ebenfalls eine Theaterlaufbahn ein. Er übernahm auf dem Theater meist Nebenrollen, jedoch in zum Teil beachteten Aufführungen. Dazu gehörte unter anderem die Uraufführung von Brechts Stück Der aufhaltsame Aufstieg des Arturo Ui 1958 am Staatstheater Stuttgart. In Brechts Stück Der gute Mensch von Sezuan spielte er den Neffen, und er hatte auch einen Bühnenauftritt in einem Stück von Carl Zuckmayer.
Darüber hinaus war er über Jahre auch in Radio- und kommerziellen Hörspielen zu hören, wie unter anderem als Laufjunge in einer frühen Hörfunkbearbeitung des Rundfunksenders Radio Stuttgart (heute Südwestrundfunk (SWR)) aus dem Jahr 1948 von Fontanes Unterm Birnbaum, die 2003  und 2006  auch auf CD-Tonträger veröffentlicht wurden. 1958 wirkte er als Sprecher in dem Hörspiel Man spielt nicht mit der Liebe nach Alfred de Musset mit, das vom SWR produziert wurde. 1950 hatte er in einer Hörspielproduktion des SDR die Rolle des Anderen und des Ansagers Daventry in Malmgreen von Walter Erich Schäfer.
Pontos 1996 früh verstorbener Sohn Manoel Ponto (1949–1996), der seinen Namen nach dem Manolo-Theater in Madrid erhalten hatte, war ebenfalls Schauspieler.

## Tonträger
- Unterm Birnbaum. Hörspiel nach Theodor Fontane. Produktion: Radio Stuttgart (heute Südwestrundfunk/SWR), Produktionsjahr 1948, Sprecher und Sprecherinnen: Michael Konstantinow, Herta Stiegler-Schmähl, Klaus Ponto u. a., Regie: Oskar Nitschke; Der Audio-Verlag, Berlin 2003 (DAV pocket), ISBN 3-89813-282-X. (Literatur-CD, 2 CDs; Originalproduktion von 1948); 
sowie: Der Audio-Verlag, Berlin 2006 (DAV pocket), ISBN 3-89813-577-2. (Literatur-CD, 1 CD; Originalproduktion von 1948)

## Hörspiele
- 1949: Christian Bock: Johann der Letzte – Regie: Paul Land (Hörspiel – SDR)